# La Chapelle-du-Bourgay
 La Chapelle-du-Bourgay  es una población y comuna francesa, en la región de Normandía, departamento de Sena Marítimo, en el distrito de Dieppe y cantón de Longueville-sur-Scie.

## Demografía
| 137 | 115 | 143 | 178 | 181 | 187 | 180 | 198 | 185 | 198 | 184 | 196 | 161 | 156 | 142 | 145 | 138 | 132 | 127 | 118 | 124 | 124 | 122 | 128 | 126 | 130 | 124 | 130 | 110 | 112 | 110 | 123 | 95 | 121 | 130 | 133 | 132 | 130 | 129 | 132 | 128 | 129 | 129 |
| Para los censos de 1962 a 1999 la población legal corresponde a la población sin duplicidades (Fuente: INSEE [Consultar]) |     |     |     |     |     |     |     |     |     |     |     |     |     |     |     |     |     |     |     |     |     |     |     |     |     |     |     |     |     |     |     |    |     |     |     |     |     |     |     |     |     |     |